# شب روز بعد
شب روز بعد (انگلیسی: The Night of the Following Day) فیلمی در ژانر جنایی به کارگردانی هوبرت کورنفیلد است که در سال ۱۹۶۹ منتشر شد.

## بازیگران
- مارلون براندو
- پاملا فرانکلین
- ریچارد بون
- ریتا مورنو
- آل لتیری
- جس هان
- ژاک مارین